# A Odisseia dos Tontos
La odisea de los giles (bra/prt: A Odisseia dos Tontos) é um filme argentino de 2019, co-escrito e dirigido por Sebastián Borensztein, baseado no romance La noche de la Usina (The Night of the Heroic Losers), de Eduardo Sacheri, que também co-escreveu o roteiro. Apresenta um elenco que inclui Ricardo Darín, Luis Brandoni, Chino Darín, Verónica Llinás, Daniel Aráoz, Carlos Belloso, Marco Caponi, Rita Cortese e Andrés Parra.
La odisea de los giles foi lançado na Argentina em 15 de agosto de 2019 e realizou sua estréia internacional como parte da seção de Apresentações Especiais no Festival Internacional de Cinema de Toronto. O filme recebeu elogios por suas performances, e os críticos o compararam a How to Steal a Million (1966) e Ocean's Eleven (2001). Foi selecionada como a entrada argentina para o Melhor Longa-Metragem Internacional no 92º Oscar.

## Sinopse
Em 2001, no povoado de Villa Alsina, província de Buenos Aires, Argentina, um grupo de amigos decide reerguer uma cooperativa que faliu há cerca de dez anos. No entanto, após colocarem um quantia que juntaram no banco, o sistema econômico do país entra em colapso no episódio que ficou conhecido como Corralito, e eles sofrem um golpe de uma dupla de trambiqueiros. Revoltados e cansados de presenciarem esse tipo de situação, Fermín (Ricardo Darín) e seus colegas decidem se unir para fazer justiça.

## Elenco
- Ricardo Darín como Fermín Perlassi.
- Luis Brandoni como Antonio Fontana.
- Chino Darín como Rodrigo Perlassi.
- Verónica Llinás como Lidia Perlassi.
- Daniel Aráoz como Belaúnde.
- Carlos Belloso como Atanasio Medina.
- Rita Cortese como Carmen Lorgio.
- Andrés Parra como Fortunato Manzi.
- Marco Antonio Caponi como Hernán Lorgio.
- Ale Gigena como Eladio Gómez.
- Guillermo Jacubowicz como José Gómez.
- Luciano Cazaux como Alvarado.
- Ailín Zaninovich como Florencia.
- José María Marcos como Seoane.
- Ramiro Vayo como "El Turco" Safa.
- Germán Godoy como Deluca.
- Jaquelina Pietrani como esposa de Manzi.
- Rubén Alberto Albarracín como Saldaño.
- Karina Hernández como Alicia Gómez.
- Giannina Giunta como noiva do casamento.
- Marcos José Metta como noivo do casamento.
- Javier Grecco como locutor do casamento.
- Alejandro Carrillo Penovi como Vázquez.

## Recepção
O site agregador de avaliações Rotten Tomatoes relatou uma taxa de aprovação de 100% com uma pontuação média de 7,17 / 10, com base em 10 avaliações. TodasLasCríticas, que usa uma média ponderada, atribuiu ao filme uma pontuação de 76 em 100, com base em 56 críticos.
Pablo Scholz, do Clarín, chamou o filme de "grande adaptação" do romance de Sacheri e elogiou o elenco como "impressionantemente equilibrado e talentoso". María Fernanda Mugica, do La Nación, escreveu: "O roteiro alcança uma trama divertida, intercalada com uma reflexão sobre o comportamento humano e caracterização de personagens com os quais é impossível não sentir empatia ", e comparou o enredo e o elenco de rostos conhecidos com Ocean's Eleven, embora ela tenha notado o humor como o aspecto mais fraco do filme.
Comparações adicionais com o Ocean's Eleven apareceram nas resenhas de língua inglesa - referindo-se ao personagem de Darín como "um Danny Ocean argentino" -, que também observou a inspiração de How to Steal a Million. Barry Hertz, do The Globe and Mail, deu ao filme três de quatro estrelas e o chamou de "uma alcaparra cinematográfica completamente divertida, se não especialmente apaixonante". Scott Tobias, da Variety, escreveu: "Quase duas horas completas, 'Heroic Losers' leva muito tempo para acabar sem as recompensas emocionais que Borensztein trabalha com tanto esforço". No entanto, ele elogiou "sua expressão de caráter nacional". Escrevendo para o Screen Daily, Sarah Ward disse: "Os perdedores heroicos não gostam de surpresas; não em seus ritmos confortáveis, olhar caloroso nas lutas rurais da Argentina, ostensivamente". momentos decisivos ou performances confiáveis. O filme de Borensztein também começa devagar, mostra sua narrativa e não sabe exatamente quando terminar. E, no entanto, ao transformar a realidade sombria em uma fantasia edificante, esse filme continua sendo um filme bastante agradável. "